# Barocco edoardiano

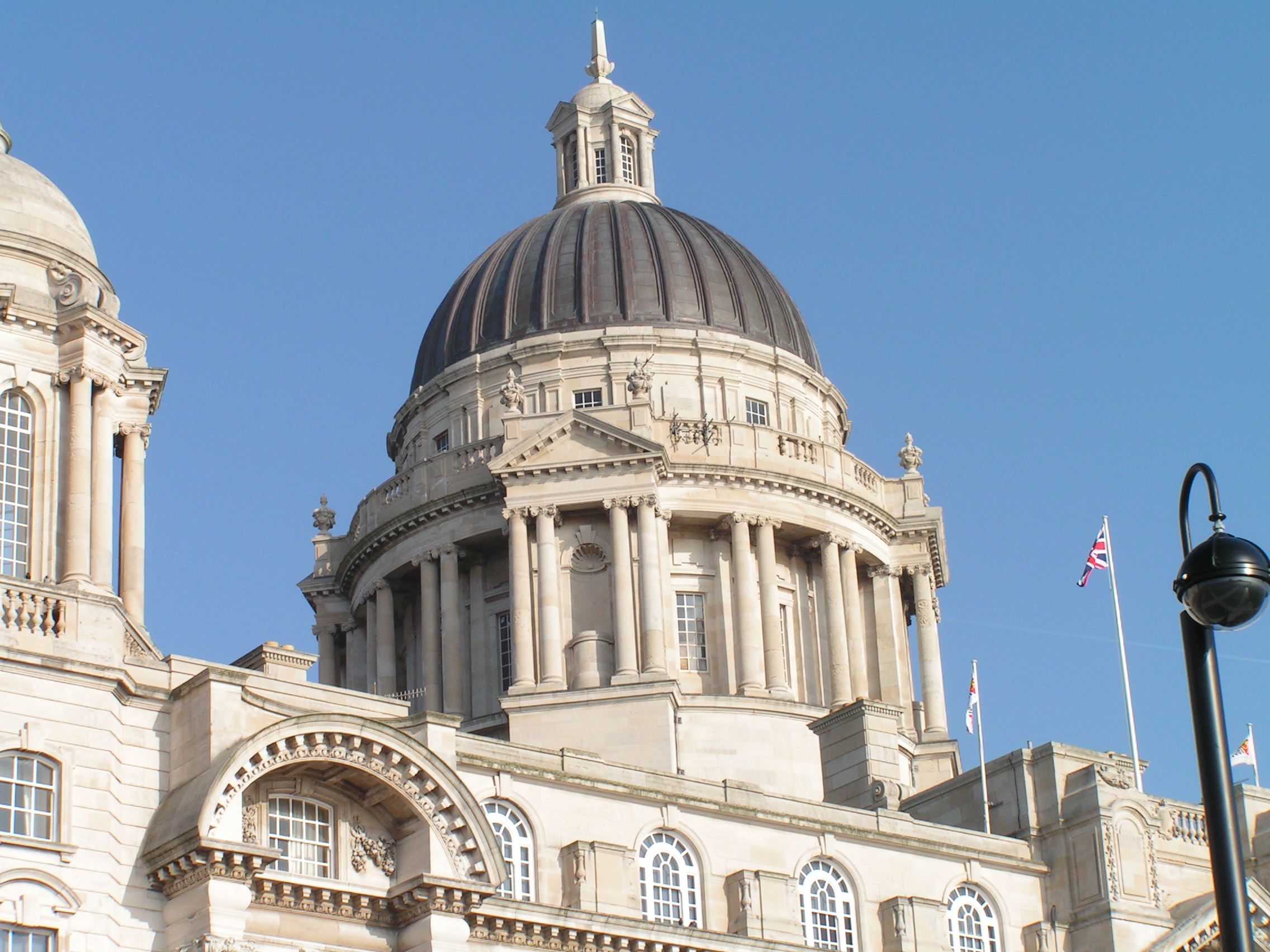
Port of Liverpool Building (1907)

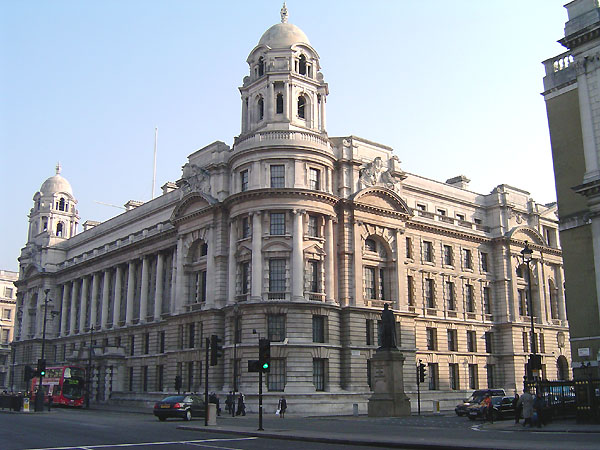
Il War Office a Whitehall, Londra (1906)

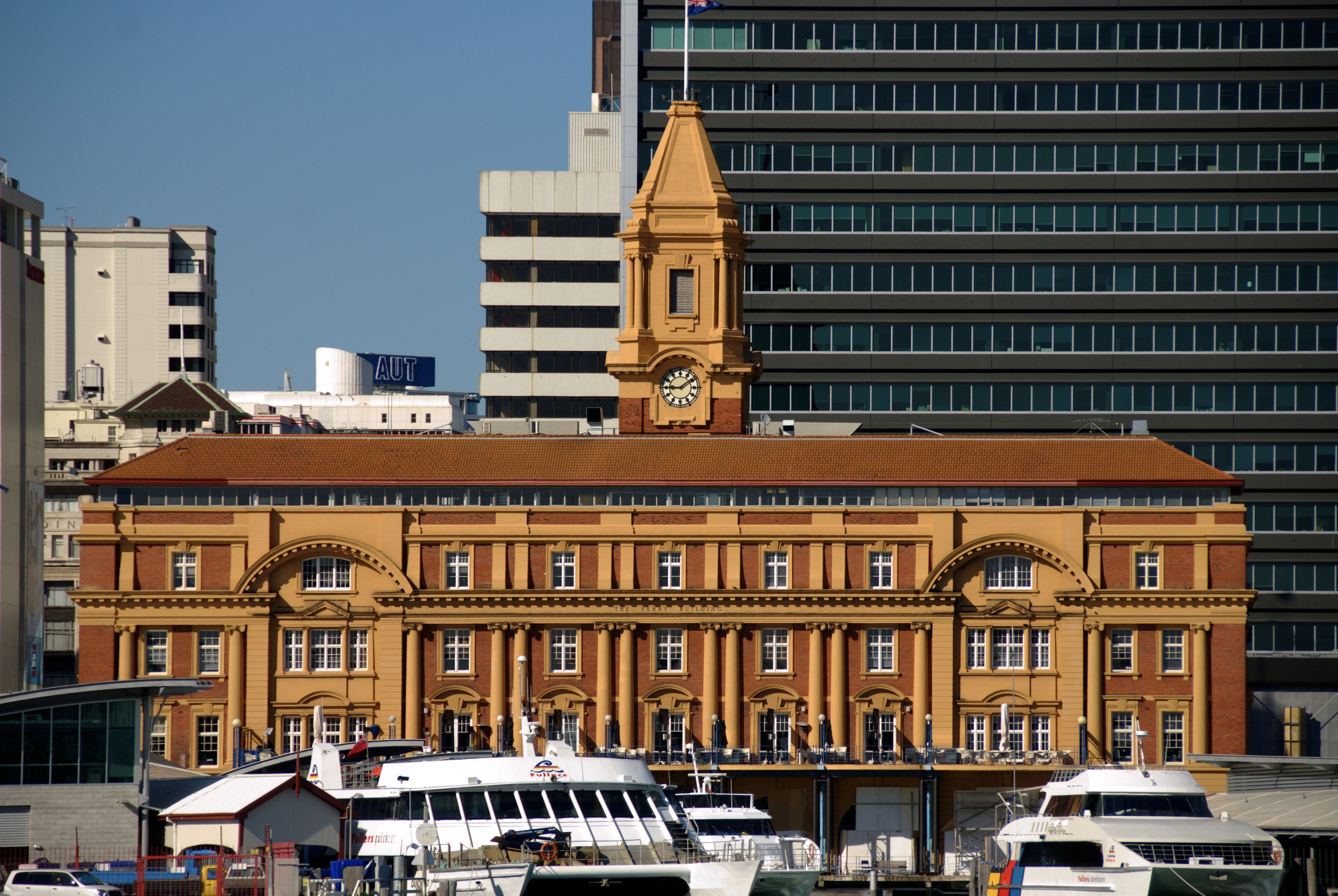
La stazione marittima di Auckland in Nuova Zelanda (1912)

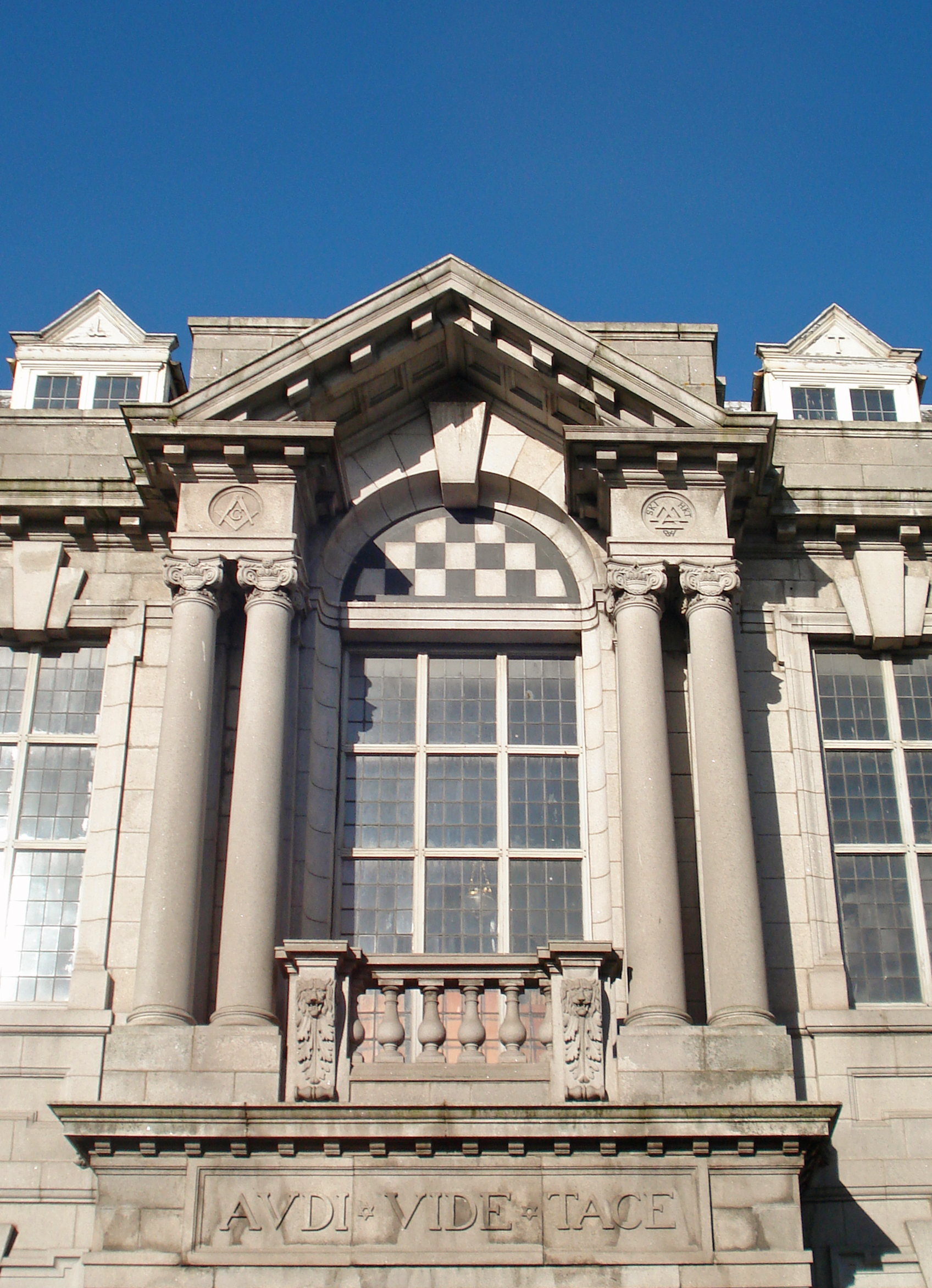
Tempio massonico, Aberdeen, Scozia 1910

Il termine Barocco edoardiano si riferisce a uno stile di revival neobarocco diffuso nei territori dell'impero britannico durante l'età edoardiana (1901–1910).
Le caratteristiche peculiari del barocco edoardiano hanno due principali riferimenti: l'architettura francese del XVIII secolo e quella progettata da Christopher Wren in Inghilterra durante il XVII secolo. Uno dei più importanti architetti del barocco edoardiano fu Sir Edwin Lutyens, il quale disegnò molti edifici soprattutto commerciali e coniò il termine di 'the Grand Style' per definire il barocco edoardiano. Questo periodo per l'architettura inglese fu un momento particolarmente retrospettivo, così come la contemporanea Art Nouveau.
I dettagli tipici del barocco edoardiano sono caratterizzati da forme pesanti al piano terreno che vanno via via addolcendosi e raffinandosi man mano che si raggiunge la sommità dell'edificio, solitamente completato da una cupola; riprendendo elementi del barocco italiano, ritroviamo serrature esageratamente decorate oltre ad archi segmentati e pendenti, colonne e colonnati di stile ionico oltre a torri e pinnacoli come quelli progettati da Wren al Royal Naval College di Greenwich.

## Esempi notevoli
Regno Unito
- Admiralty Arch, Londra
- La Albert Hall, Nottingham, aperta nel 1910
- Ashton Memorial, Lancaster
- Belfast City Hall
- Cardiff City Hall
- City Hall, Hull[1]
- Central Criminal Court (Old Bailey), Londra
- Country Life Offices, Londra, Sir Edwin Lutyens
- County Hall, London
- Deptford Public Library[2]
- Electric Cinema (Notting Hill)
- Law Courts, City Hall e University College, Cathays Park, Cardiff
- Nottingham railway station, aperta nel 1904.
- L'edificio della Midland Bank a Piccadilly, Sir Edwin Lutyens, 1922.
- Piccadilly Hotel, Londra
- Port of Liverpool Building, Liverpool
- Stockport Town Hall
- War Office, Londra
- Westminster Central Hall, Londra
- Woolwich Town Hall
- The Library Building, Stafford

Nuova Zelanda
- Auckland Town Hall, Auckland
- General Post Office (former), Auckland

Australia
- Lands Administration Building, Brisbane
- Queen Victoria Hospital, Melbourne (il padiglione centrale, oggi Queen Victoria Women's Centre)
- Commonwealth Offices, Treasury Place, Melbourne
- Central Railway Station, Sydney

Canada
- Post Office (oggi parte del Sinclair Centre), Vancouver

Hong Kong
- Ohel Leah Synagogue

India
- Chowringhee Mansions, Calcutta

Singapore
- Victoria Memorial Hall.
- Central Fire Station.

Malaysia
- Penang City Hall, George Town, Penang.
- Former British Administration building (State Islamic Council building), George Town, Penang.
- Malayan Railways building (Wisma Kastam), George Town, Penang.
- Ipoh Town Hall and former General Post Office, Ipoh, Perak.
- Former State Secretariat (State Library), Seremban, Negeri Sembilan.